# Xanthagaricus
Xanthagaricus là một chi nấm trong họ Agaricaceae.

## Các loài
- Xanthagaricus brunneolus
- Xanthagaricus chrysosporus
- Xanthagaricus erinaceus
- Xanthagaricus flavidorufus
- Xanthagaricus globisporus
- Xanthagaricus gracilis
- Xanthagaricus luteolosporus
- Xanthagaricus myriostictus
- Xanthagaricus nanus
- Xanthagaricus rubescens
- Xanthagaricus subepipastus
- Xanthagaricus viridulus